# Cestrum conglomeratum
Cestrum conglomeratum är en potatisväxtart som beskrevs av Hipólito Ruiz López och Pav. Cestrum conglomeratum ingår i släktet Cestrum och familjen potatisväxter. Inga underarter finns listade i Catalogue of Life.